# Эчеваррия, Викторино
Викторино Эчеваррия Лопес (исп. Victorino Echevarría López; 29 марта 1898, Бесерриль-де-Кампос — 1 марта 1963, Мадрид) — испанский дирижёр и композитор.
Учился в Мадриде у Бартоломе Переса Касаса и Конрадо дель Кампо, затем в Берлине у Пауля Хиндемита. С 1949 г. второй дирижёр Муниципального симфонического духового оркестра Мадрида, в 1960—1961 гг. после смерти Хесуса Арамбарри некоторое время возглавлял его. Преподавал курс гармонии в Мадридской консерватории.
Стилистически Эчеваррия тяготел к неоклассике, был поклонником Бартока и Стравинского, хотя критики отмечают и влияние на его творчество Мануэля де Фальи. Для театра он написал оперу «Перстень Поликрата» (исп. El anillo de Polícrates), сарсуэлу «Источник у орешника» (исп. La fuente del avellano) и несколько сайнете, в том числе «Горную гвоздику» (исп. El clavel del altozano), удостоенную в 1947 г. премии Испанского национального радио. Кроме того, Эчеваррии принадлежит оратория «Новый Завет» (исп. El nuevo mandamiento), симфонические и камерные произведения.